# Тучков, Николай Николаевич

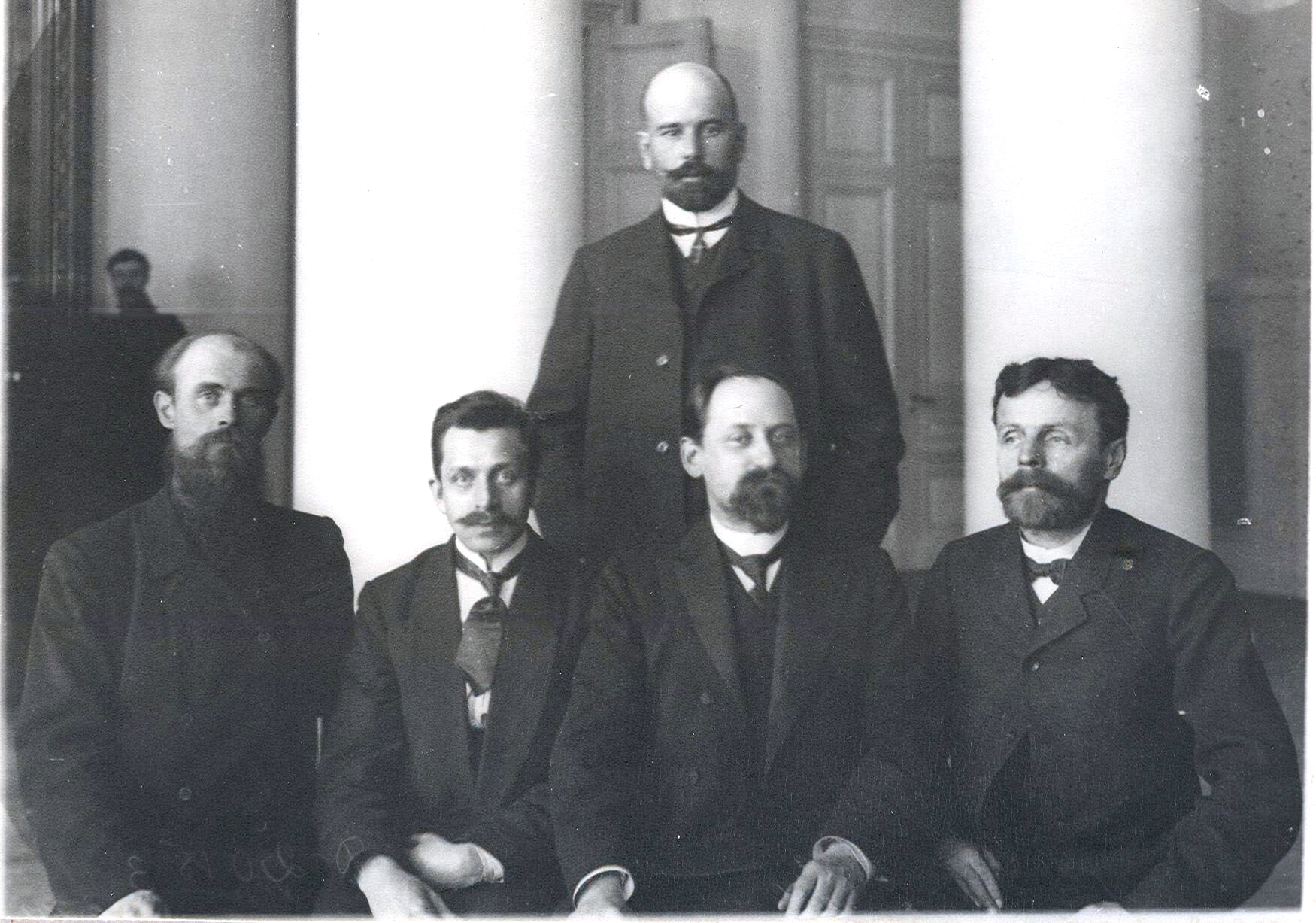
Депутаты II Государственной Думы от Ярославской губернии. Сидят: И. Г. Лавров, Д. П. Пуговишников, М. П. Бобин, В. Е. Ваулин; стоит: H. H. Тучков.

Николай Николаевич Тучков (1869/1870 — 1928) — земский деятель, член Государственной думы от Ярославской губернии. Действительный статский советник, камер-юнкер.

## Биография
Родился 26 декабря 1869 (7 января 1870) года в дворянской семье. Окончил кадетский корпус и Александровское военное училище в Москве (1891). Корнет Лейб-гвардии конно-гренадерского полка (1893). 
В 1893—1896 годах — земский начальник Мышкинского уезда. Председатель Угличской уездной земской управы в 1896—1899 годах, гласный Ярославского губернского земства с 1896 года, угличский уездный предводитель дворянства с 1899 года. Почётный мировой судья по Угличскому и Мышкинскому уездам. Почётный гражданин города Углича.
Член Конституционно-демократической партии, депутат II и IV Государственной думы от Ярославской губернии. 10 апреля (28 марта) 1907 года исключён из придворного звания за то, что на первом заседании Государственной Думы не встал, когда пели гимн.
Умер в 1928 году; похоронен на кладбище Алексеевского монастыря в Угличе.

## Семья
- Жена — Софья Николаевна фон Эттер (1870—1930) — фрейлина, дочь генерал-лейтенанта Николая Павловича фон Эттера и Софьи Андреевны Зассецкой[2].